# Orthomorpha bisculcata
Orthomorpha bisculcata är en mångfotingart som beskrevs av Pocock. Orthomorpha bisculcata ingår i släktet Orthomorpha och familjen orangeridubbelfotingar. Inga underarter finns listade i Catalogue of Life.